# Festival Polar de Cognac
 (janvier 2022).
La mise en forme du texte ne suit pas les recommandations de Wikipédia : il faut le « wikifier ».
Les points d'amélioration suivants sont les cas les plus fréquents. Le détail des points à revoir est peut-être précisé sur la page de discussion.
- Les titres sont pré-formatés par le logiciel. Ils ne sont ni en capitales, ni en gras.
- Le texte ne doit pas être écrit en capitales (les noms de famille non plus), ni en gras, ni en italique, ni en « petit »…
- Le gras n'est utilisé que pour surligner le titre de l'article dans l'introduction, une seule fois.
- L'italique est rarement utilisé : mots en langue étrangère, titres d'œuvres, noms de bateaux, etc.
- Les citations ne sont pas en italique mais en corps de texte normal. Elles sont entourées par des guillemets français : « et ».
- Les listes à puces sont à éviter, des paragraphes rédigés étant largement préférés. Les tableaux sont à réserver à la présentation de données structurées (résultats, etc.).
- Les appels de note de bas de page (petits chiffres en exposant, introduits par l'outil «  Source ») sont à placer entre la fin de phrase et le point final[comme ça].
- Les liens internes (vers d'autres articles de Wikipédia) sont à choisir avec parcimonie. Créez des liens vers des articles approfondissant le sujet. Les termes génériques sans rapport avec le sujet sont à éviter, ainsi que les répétitions de liens vers un même terme.
- Les liens externes sont à placer uniquement dans une section « Liens externes », à la fin de l'article. Ces liens sont à choisir avec parcimonie suivant les règles définies. Si un lien sert de source à l'article, son insertion dans le texte est à faire par les notes de bas de page.
- La présentation des références doit suivre les conventions bibliographiques. Il est recommandé d'utiliser les modèles {{Ouvrage}}, {{Chapitre}}, {{Article}}, {{Lien web}} et/ou {{Bibliographie}}. Le mode d'édition visuel peut mettre en forme automatiquement les références.
- Insérer une infobox (cadre d'informations à droite) n'est pas obligatoire pour parachever la mise en page.

Pour une aide détaillée, merci de consulter Aide:Wikification.
Si vous pensez que ces points ont été résolus, vous pouvez retirer ce bandeau et améliorer la mise en forme d'un autre article.
Ne doit pas être confondu avec Festival du film policier de Cognac.
Le Festival Polar est un festival organisé annuellement à Cognac depuis 1996 à l'initiative de Bernard Bec. Consacré initialement au roman et à la BD, il s'est élargi en 2010 au cinéma, à l'audiovisuel et au spectacle vivant pour devenir le seul Festival présentant et récompensant les 5 Arts que sont la Bande Dessinée, le Cinéma, la Littérature, la Télévision et le Théâtre.

## Les Prix "COGNAC" / "Polar" jusqu'en 2018
Les prix "COGNAC" de Bandes Dessinées, de Cinéma, de Littérature, de Télévision et de Théâtre, le Prix du Roman Noir de Grand-Cognac et les Grands Prix "COGNAC" du Cinéma et de la Télévision sont décernés lors de ce festival, le 3e week-end d'octobre.
Sont concernés par ces récompenses les prix "COGNAC" (nommés « prix POLAR » de 1996 à 2012 et "POLAR" de 2013 à 2018) pour la Bande Dessinée et le Roman, le prix "GRAND COGNAC" du Roman Noir, les Grands prix "COGNAC" pour le Cinéma (Court Métrage et Long Métrage inédits) et la Télévision (Film et Série Comédie / Dramatique inédits) et le prix Jean-Pierre Mocky (Court Métrage inédit).

### Catégories de prix
Il existe dix-huit catégories de prix décernés à ce jour :
- prix décernés à des romans :
  - prix Polar : créé en 1996,
  - prix Intramuros : créé en 2005, décerné à un roman par des détenus des établissements pénitentiaires de Poitou-Charentes,
  - prix Polar international : créé en 2006 pour récompenser les auteurs étrangers,
  - prix Polar jeunesse : créé en 2007. Le jury est composé de lecteurs lycéens volontaires. Les candidats, filles ou garçons, doivent apprécier le roman policier, demeurer dans les quatre départements qui composent la région Poitou-Charentes (Charente Charente-Maritime, Deux-Sèvres et Vienne),
  - prix du roman noir des bibliothèques et des médiathèques de Grand Cognac : créé en 2010 ;
- prix décernés à des bandes dessinées :
  - prix Polar meilleur album BD série[3] : créé en 2004. Il récompense le meilleur album de série policière, noire ou fantastique de l'année. Le lauréat se voit confier la réalisation de l’affiche du salon l'année suivante (réglée 1 000 euros), reçoit un trophée et une carafe « 1795 » remplie d’un très vieux cognac Otard. De plus, l'année suivant sa récompense, une exposition lui est consacrée,
  - prix Polar meilleur album BD one shot : créé en 2006. Il récompense le meilleur album unitaire policier, noir ou fantastique. Le lauréat se voit confier l'illustration de l'affiche du prix Intramuros de l'année suivante et reçoit un trophée, une carafe « 1795 » remplie d’un très vieux cognac Otard, un sticker et un chèque de 1 000 euros ;
- prix décerné à une bande annonce :
  - prix Polar de la meilleure bande annonce de livre : créé en 2010 ;
- prix décernés à des films de cinéma et de télévision :
  - prix Polar du meilleur film court métrage français ou francophone : créé en 2012,
  - prix Polar du meilleur film long métrage international : créé en 2013,
  - prix Polar du meilleur film long métrage français ou francophone de cinéma : créé en 2010,
  - prix Polar du meilleur film unitaire français ou francophone de télévision : créé en 2010,
  - prix Polar de la meilleure série française ou francophone de télévision : créé en 2010,
  - prix Polar de la meilleure série internationale de télévision : créé en 2010,
  - grands prix cinéma (court et long métrage) et télévision (film et série) : créés en 2016 ;
- prix décerné à l'invité d'honneur du festival Polar de Cognac :
  - Polar d'honneur : créé en 2010 ;
- trophées :
  - depuis 2010, tous les lauréats reçoivent un trophée en bronze créé par Dan et Ceb (près de 2 kilos) ;
- Polar :
  - En 2013, les prix Polar sont devenus les Polar de la bande dessinée, du cinéma, de la littérature, de la télévision et du théâtre… Comme les César, les Oscars, etc. ;
  - En 2019, a été créé le Prix Jean-Pierre Mocky décerné à un court-métrage selon le vœu du cinéaste disparu le 8 août 2019. Ce Prix est décerné à un film Barré, Dérangeant, Insolent, Irrévérencieux, Loufoque, et Foutraque, le mot que préférait Mocky pour définir son cinéma.

### Palmarès

#### Littérature

##### Prix Polar ou Polar (depuis 2013) du meilleur roman francophone
- 1996 (1er éd.) : Le Miroir aux allumés de Jacques Humbert, Série noire
- 1997 (2e éd.) : La Mort du poisson rouge de José Giovanni, Robert Laffont
- 1998 (3e éd.) : Mises à mort de Danielle Thiéry  Robert Laffont
- 1999 (4e éd.) : Mortelles abîmes de Marc Sich, Plon
- 2000 (5e éd.) : Le Sang des sirènes de Thierry Serfaty, Albin Michel
- 2001 (6e éd.) : Purgatoire de Jean-Michel Lambert, Éditions de l’Aube
- 2002 (7e éd.) : Chaton : trilogie de Jean-Hugues Oppel, Rivages
- 2003 (8e éd.) : Trois Souris aveugles de Mikaël Ollivier, Albin Michel
- 2004 (9e éd.) : La Position du missionnaire de Jean-Paul Jody, Les Contrebandiers
- 2005 (10e éd.) : Le Pacte rouge d’Olivier Descosse, Stock
- 2006 (11e éd.) : Bentch et Cie de Tito Topin, Fayard
- 2007 (12e éd.) : Babylone dream de Nadine Monfils, Belfond
- 2008 (13e éd.) : Comptine en plomb de Philippe Bouin, L'Archipel
- 2009 (14e éd.) : Un automne à River Falls de Alexis Aubenque, Calmann-Lévy
- 2010 (15e éd.) : De fièvre et de sang de Sire Cédric, Le Pré aux Clercs
- 2011 (16e éd.) : Glacé de Bernard Minier, XO Éditions
- 2012 (17e éd.) : Juste une ombre de Karine Giébel, Fleuve Noir
- 2013 (18e éd.) : Et si Notre-Dame la nuit...  de Catherine Bessonart, L’Aube
- 2014 (19e éd.) : Celui dont le Nom n'est plus de René Manzor, Kero
- 2015 (20e éd.) : Une putain d’histoire de Bernard Minier, XO Éditions
- 2016 (21e éd.) : La Dame de pierre de Xavier-Marie Bonnot, Belfond
- 2017 (22e éd.) : Tu n'auras pas peur de Michel Moatti, HC Éditions
- 2018 (23e éd.) : Le Cheptel de Céline Denjean, Marabout[4]
- 2019 (24e éd.) : Les Refuges de Jérôme Loubry, Calmann-Lévy[5]
- 2020 (25e éd.) : Sauve-la de Sylvain Forge, Fayard noir[6]
- 2021 (26e éd.) : Si la bête s'éveille de Frédéric Lepage, Plon[7]
- 2022 (27e éd.) : J’aurais aimé te tuer de Pétronille Rostagnat, Marabout, coll. « Black Lab »[8]
- 2023 (28e éd.) : Dis bonne nuit de Christian Blanchard, Éditions Belfond[9]
- 2024 (29e éd.) : Mémoires d’un expert psychiatre d'Angélina Delcroix, Hugo Thriller[10]

##### Prix Polar ou Polar (depuis 2013) du meilleur roman international
- 2006 (1re éd.) : Comme une tombe de Peter James, Royaume-Uni, Éditions du Panama
- 2007 (2e éd.) : Amitiés mortelles de Ben Elton, Royaume-Uni, Belfond
- 2008 (3e éd.) : La Princesse des glaces de Camilla Läckberg, Suède, Actes Sud
- 2009 (4e éd.) : Seul contre tous de Jeffrey Archer, Royaume-Uni, First éditions
- 2010 (5e éd.) : La Maison où je suis mort autrefois de Keigo Higashino, Actes Sud
- 2011 (6e éd.) : Irréparable de Karin Slaughter, Grasset
- 2012 (7e éd.) : Le Braconnier du lac perdu de Peter May, Éditions du Rouergue
- 2013 (8e éd.) : Fleur de cimetière de David Bell, Actes Sud
- 2014 (9e éd.) : Nos désirs et nos peurs de Wulf Dorn, Le Cherche Midi
- 2015 (10e éd.) : La Fille du train de Paula Hawkins, Sonatine
- 2016 (11e éd.) : Te laisser partir de Clare Mackintosh, Marabout
- 2017 (12e éd.) : Un coupable idéal de Steve Cavanagh, Bragelonne
- 2018 (13e éd.) : Sauvage de Jane Harper, Calmann-Lévy
- 2019 (14e éd.) : Oxygène de Matthew J. Arlidge, Les Escales
- 2020 (15e éd.) : City of Windows de Robert Pobi, Ed. Les Arènes
- 2021 (16e éd.) : La maison sans miroirs de Tove Alsterdal, Rouergue
- 2022 (17e éd.) : Reine rouge de Juan Gomez-Jurado, Fleuve Noir
- 2024 (19e éd.) :  Le Magnat de Vish Dhamija, Éditions Mera

##### Prix Intramuros
- 2005 (1re éd.) : Le Testament du Sherlock Holmes de Bob Garcia, Éditions du Rocher
- 2006 (2e éd.) : Dans l'ombre du Condor de Jean-Paul Delfino, Métailié
- 2007 (3e éd.) : Cadavres chinois à Houston de Peter May, Éditions du Rouergue
- 2008 (4e éd.) : Les Morsures de l'ombre de Karine Giebel, Fleuve Noir
- 2009 (5e éd.) : La Traque des maîtres flamands de Pascal Martin, Presses de la Cité
- 2010 (6e éd.) : Taxi pour un ange de Tony Cossu, Plon
- 2011 (7e éd.) : Ne cherche pas à savoir de Erik Wietzel, MMCB, XO
- 2012 (8e éd.) : Contractors de Marc Wilhem, Scrineo
- 2013 (9e éd.) : Lignes de sang de Gilles Caillot, Editions du Toucan

##### Prix Polar ou Polar (depuis 2013) de la meilleure série BD
- 2004 (1re éd.) : Ultimate Agency , tome 1 de Sébastien Verdier et François Corteggiani, Glénat
- 2005 (2e éd.) : American Seasons : 1963, Clara et les nains , tome 1 de Romain Renard et Yves Vasseur, Casterman
- 2006 (3e éd.) : La Cuisine du Diable , tome 2 de Karl Tollet et Damien Marie, Vents d'Ouest
- 2007 (4e éd.) : Le Maître de Benson Gate , tome 1 de Fabien Nury et Renaud Garreta, Dargaud
- 2008 (5e éd.) : Sherlock tome 1 , de Didier Convard, Éric Adam et Jean Louis Le Hir, Glénat
- 2009 (6e éd.) : Taxi Molloy , cycle 1, tome 1 et 2 d'Éric Chabbert et François Dimberton, Bamboo
- 2010 (7e éd.) : Fanch Karadec , tome 1 de Sébastien Corbet et Stéphane Heurteau, Vagabondages
- 2011 (8e éd.) : Sherman de Griffo et Stephen Desberg, Le Lombard
- 2012 (9e éd.) : Canardo , tome 20 de Benoît Sokal, Casterman
- 2013 (10e éd.) : Miss Octobre de Queireix et Desberg, Le Lombard
- 2014 (11e éd.) : Jérôme K. Jérôme Bloche d’Alain Dodier, Makyo et Serge Le Tendre, Dupuis
- 2015 (12e éd.) : Holly Ann de Servain et Desberg, Casterman
- 2016 (13e éd.) : Sara Lone de Arnoux et Morancho, Sandawe
- 2017 (14e éd.) : Nobody de Christian de Metter, Soleil
- 2018 (15e éd.) : Atom Agency, tome 1 de Yann – SchwartZ, Dupuis et Canardo, tome 25 de Benoît Sokal
- 2019 (16e éd.) : Les Enquêtes du juge Ti, tome 1 de Frédéric Lenormand et Frédéric Vervisch, Robinson
- 2020 (17e éd.) : non remis
- 2021 (18e éd.) : Agata de Olivier Berlion, Glénat
- 2022 (19e éd.) : Brigade Verhoeven : Alex, tome 3  de Bertho et Corboz, Rue de Sèvres

##### Prix Polar ou Polar (depuis 2013) du meilleur albumone shotou de la meilleure mini série BD
- 2006 (1re éd.) : Du Rififi chez les Clébards de Jean-Christophe Pol, La Boîte à Bulles
- 2007 (2e éd.) : Rosangella d'Éric Corbeyran et Olivier Berlion, Dargaud
- 2008 (3e éd.) : Construire un feu de Christophe Chabouté, Vents d'Ouest
- 2009 (4e éd.) : Petites Coupures de Vincent Gravé et Joseph Incardona, Les Enfants rouges
- 2010 (5e éd.) : Dernière Station avant l'autoroute de Mako et Didier Daeninckx d'après le livre éponyme d'Hugues Pagan, Casterman
- 2011 (6e éd.) : La Princesse du sang de Max Cabanes et Jean-Patrick Manchette, Dupuis
- 2012 (7e éd.) : Flic de Séra et Bénédicte Desforges, Casterman
- 2013 (8e éd.) : Sant-Fieg de Stéphane Heurteau, Coop Breizh
- 2014 (9e éd.) : Choc de Maltaite et Colman, Dupuis
- 2015 (10e éd.) : Fatale de Max Cabanes et Doug Headline, Dupuis
- 2016 (11e éd.) : Insomnies de Germain Boudier, Sixto
- 2017 (12e éd.) : Le Coup de Prague de Hyman et Fromental, Dupuis
- 2018 (13e éd.) : Charogne de Borris et Benoît Vidal, Glénat
- 2019 (14e éd.) : Les Brûlures de Zidrou et Laurent Bonneau, Bamboo
- 2020 (15e éd.) : non remis
- 2021 (16e éd.) : A Fake Story de Jean-Denis Pendanx et Laurent Galandon, Futuropolis
- 2022 (17e éd.) : L’Écluse de Philippe Pelaez et Gilles Aris, Grand angle
- 2024 (19e éd.) : Au nom du fils, dans l’enfer de la prison de San Pedro de Sébastien Corbier, Jean-Blaise et Pauline Djian, Éditions Rue de Sèvres

##### Prix Polar ou Polar (depuis 2013) du meilleur roman jeunesse
- 2007 (1re éd.) : Les Anges de Berlin de Sylvie Deshors, éditions du Rouergue
- 2008 (2e éd.) : Le Souffle du diable, tome 1 de David Gilman, Gallimard jeunesse
- 2009 (3e éd.) : Rouge crime de Mary Hoffman, Flammarion
- 2010 (4e éd.) : Les Enfants rats de Françoise Jay, Plon
- 2011 (5e éd.) : Un an après de Sue Mayfield, Bayard
- 2012 (6e éd.) : Les Effacés de Bertrand Puard, Hachette
- 2013 (7e éd.) : Interception de Marin Ledun, Rageot
- 2014 (8e éd.) : Dossier océan de Claudine Aubrun, Rouergue
- 2015 (9e éd.) : Ne t'arrête pas de Michelle Gagnon, Nathan
- 2016 (10e éd.) : La prochaine fois ce sera toi de Vincent Villeminot, Casterman
- 2017 (11e éd.) :  Phobie de Sarah Cohen-Scali, Gulf stream 9e
- 2018 (12e éd.) : Le Dossier Handle de David Moitet, Didier jeunesse
- 2019 (13e éd.) : Snap Killer de Sylvie Allouche, Synos
- 2020 (14e éd.) : Sang mentir de Pierre Bordage et Anelise Jousset, Flammarion jeunesse
- 2021 (15e éd.) : Mortel printemps de Claire Gratias, Le Muscadier
- 2022 (16e éd.) : non attribué
- 2023 (17e éd.): Les Passants noirs, Les Murmures Tome 1, Guillaume Le Cornec, Seuil Jeunesse

##### Prix Polar de la bande annonce de livre
- 2010 (1re éd.) : 40 ans, 6 morts et quelques jours de Victor Rizman, Emotion Works

#### Audiovisuel

##### Prix Polar du meilleur film court métrage français ou francophone de cinéma
- 2012 (1re éd.) : Action commerciale de Pascal Jaubert, avec Frédéric Gorny et Yannick Mazzili.
- 2013 (2e éd.) : Bizness de Manu Coeman, avec Laurent Capelluto, Sophie Quinton et Mourade Zeguendi.
- 2014 (3e éd.) : La Balle de trop de Sébastien Chaplais,avec Dominique Pinon, Damien Jouillerot, Jean-Christophe Bouvet
- 2015 (4e éd.) : La Force de l'âge de Quentin Lecoq, avec Gérard Dessalles, Florence Monge, Arthur Choisnet, Quentin Pradelle, Thomas Debaene
- 2016 (5e éd.) : Premier Jour de Yohann Charrin, avec Anissa Allali, Alain Figlarz, Ange Basterga, Thierry Neuvic, Isaline Ponroy, Jonas Dinal

##### Prix Polar du meilleur film long métrage français ou francophone de cinéma
- 2010 (1re éd.) : Une affaire d'État d'Éric Valette, avec André Dussollier, Rachida Brakni et Thierry Frémont.
- 2011 (2e éd.) : La Proie d'Éric Valette, avec Albert Dupontel, Alice Taglioni, Sergi López, Stéphane Debac et Natacha Régnier.
- 2012 (3e éd.) : Mains armées de Pierre Jolivet, avec Roschdy Zem, Leïla Bekhti et Marc Lavoine

##### Polar du meilleur long métrage francophone de cinéma
- 2013 (4e éd.) : L'Autre Vie de Richard Kemp de Germinal Alvarez, avec Jean-Hugues Anglade, Mélanie Thierry, Philippe Bérodot
- 2014 (5e éd.) : Le Dernier Diamant d'Éric Barbier, avec Yvan Attal, Bérénice Bejo, Jean-François Stévenin, Antoine Basler, Jacques Spiesser, Annie Cordy
- 2015 (6e éd.) : L'Affaire SK1 de Frédéric Tellier avec Raphaël Personnaz, Nathalie Baye, Olivier Gourmet, Michel Vuillermoz, Adama Niane, Christa Théret, Thierry Neuvic, William Nadilam[11]
- 2016 (7e éd.) : Les Premiers, les Derniers de Bouli Lanners, avec Albert Dupontel, Bouli Lanners
- 2017 (8e éd.) : Le Gang des Antillais de Jean-Claude Barny
- 2018 (9e éd.) : Frères ennemis de David Oelhoffen
- 2019 (10e éd.) : Le Gang des Antillais de Jean-Claude Barny
- 2020 (11e éd.) : Bronx de Marc Olivier Marchal[12]
- 2021 (12e éd.) : Bac Nord de Cédric Jimenez[13]
- 2022 (13e éd.) : Overdose d’Olivier Marchal[14]
- 2023 (14e éd.) : Les Algues vertes de Pierre Jolivet[15]
- 2024 (15e éd.) : Un homme en fuite de Baptiste Debraux

##### Polar du meilleur long métrage international de cinéma
- 2013 (1re éd.) : Metro Manila de Sean Ellis, avec Jake Macapagal, John Arcilla et Althea Vega
- 2014 (2e éd.) : Hipotesis de Hernan Goldfrid, avec Ricardo Darin, Alberto Ammann, Calu Rivero, Arturo Puig
- 2015 (3e éd.) : La isla mínima d'Alberto Rodríguez
- 2016 (4e éd.) : D'Ardennen de Robin Pront
- 2017 (5e éd.) : Nocturnal Animals de Tom Ford
- 2018 (6e éd.) : Dogman de Matteo Garrone
- 2019 (7e éd.) : Le Lac aux oies sauvages de Diao Yi'nan[16]
- 2020 (8e éd.) : L'Infirmière de Kōji Fukada[12]
- 2021 (9e éd.) : Une Affaire de Détails de John Lee Hancock[13]
- 2022 (10e éd.) : La Conspiration du Caire de Tarik Saleh[14]
- 2023 (11e éd.) : Burning Days de Emin Alper[15]

##### Prix Polar du meilleur film unitaire français ou francophone de télévision
- 2010 (1re éd.) : Obsession(s) de Frédéric Tellier, avec Émilie Dequenne, Samuel Le Bihan, Olivier Sitruk, Lionnel Astier et Denis Lavant.
- 2011 (2e éd.) : La Vie en miettes de Denis Malleval, avec Bruno Debrandt, Audrey Fleurot et Christian Rauth.
- 2012 (3e éd.) : Rituels meurtriers d'Olivier Guignard, avec Éric Elmosnino, Florence Loiret Caille et Grégory Gadebois
- 2013 (4e éd.) : La Disparition de Jean-Xavier de Lestrade, avec Thierry Godard, Géraldine Pailhas, Yannick Choirat et Alix Poisson
- 2014 (5e éd.) : L'Escalier de fer de Denis Malleval, avec Laurent Gerra, Annelise Hesme, Nicolas Marié, Renaud Rutten, Audrey Beaulieu, Anaïs Béluze , France 3
- 2015 (6e éd.) : Tu es mon fils de Didier Le Pêcheur, avec Anne Marivin, Charles Berling, Paul Bartel, Thomas Jouannet, Cécile Rebboah, Luna Itovich, Louis Duneton , TF1
- 2016 (7e éd.) : Borderline d'Olivier Marchal , avec Bruno Wolkowitch, Catherine Marchal, Patrick Catalifo, Laure Marsac, Jacques Perrin, Vincent Jouan , France 2[17]
- 2017 (8e éd.) : Mon frère bien-aimé de Denis Malleval , avec Olivier Marchal, Michaël Youn, Elsa Lunghini, Natacha Lindinger, Geoffroy Thiébaut, Philippe Nahon , France 2
- 2018 (9e éd.) : La Mort dans l'âme de Xavier Durringer , France 2
- 2019 (10e éd.) : La Part du soupçon de Christophe Lamotte, TF1
- 2020 (11e éd.) : Faux-semblants de Akim Isker, France Télévisions[18]
- 2021 (12e éd.) : Meurtres à Albi de Delphine Lemoine, France 3[13]
- 2022 (13e éd.) : Mémoire trouble de Denis Malleval, France 3[19]
- 2023 (14e éd.) : Le Voyageur, épisode Le roi nu, France 3[15]
- 2024 (15e éd.) : Le Voyageur, épisode Le danseur de verre, France 3[20]

##### Prix Polar de la meilleure série française ou francophone de télévision
- 2010 (1re éd.) : Engrenages de Manuel Boursinhac, avec Caroline Proust, Audrey Fleurot, Philippe Duclos, Grégory Fitoussi, Fred Bianconi, Daniel Duval et Bruno Debrandt.
- 2011 (2e éd.) : Les Beaux Mecs de Gilles Bannier, avec Simon Abkarian, Soufiane Guerrab, Anne Consigny, Victoria Abril et Olivier Rabourdin.
- 2012 (3e éd.) : Mafiosa, saison 4 de Pierre Leccia, avec Hélène Fillières, Thierry Neuvic, Éric Fraticelli et Frédéric Graziani

##### Polar de la meilleure série francophone de télévision
- 2013 (4e éd.) : Engrenages, saison 4 de Virginie Sauveur, avec Caroline Proust, Audrey Fleurot, Grégory Fitoussi, Philippe Duclos, Fred Bianconi et Thierry Godard , Canal+
- 2014 (5e éd.) : Boulevard du Palais, Saison 16 , épisode 42 Silence de mort de Christian Bonnet, avec Anne Richard, Jean-François Balmer, Philippe Ambrosini, Olivier Saladin , France 2
- 2015 (6e éd.) : Engrenages, saison 5 de Frédéric Jardin, avec Caroline Proust, Audrey Fleurot, Grégory Fitoussi, Philippe Duclos, Fred Bianconi et Thierry Godard , Canal+
- 2016 (7e éd.) : Section de recherches, épisode 107 Dérives de Vincent Giovanni, avec Xavier Deluc, Franck Sémonin, Chrystelle Labaude, Manon Azem, Raphaëlle Bouchard, Francis Renaud , TF1
- 2017 (8e éd.) : Cherif , saison 4 , épisode 1 La veuve noire de Vincent Giovanni, avec Abdelhafid Metalsi, Carole Bianic, Mélaze Bouzid, Elodie Hesme, François Bureloup, Greg Germain, Vincent Primault , France 2
- 2018 (9e éd.) : Candice Renoir , saison 6 , France 2
- 2019 (10e éd.) : Section comédie : Capitaine Marleau , France 3. Section dramatique : Cassandre , France 3
- 2020 (11e éd.) : Section comédie : Capitaine Marleau , France 3. Section dramatique : Engrenages , Canal+[12]
- 2021 (12e éd.) : Section comédie : HPI, TF1. Section dramatique : La Promesse, TF1[13].
- 2022 (13e éd.) : Section comédie : L'Art du crime, France 2. Section dramatique : Syndrome E, TF1[14]
- 2023 (14e éd.) : Section comédie : L'Art du crime, France 2. Section dramatique : Alex Hugo, France 3 et Pax Massilia, Netlix[15]
- 2024 (15e éd.) : Section comédie : Mademoiselle Holmes, saison 1, TF1. Section dramatique :  Brocéliande, TF1

##### Polar de la meilleure série internationale de télévision
- 2010 (1re éd.) : Inspecteur Frost de Roger Bamford, avec David Jason, John Lyons et Darren Elliott Holmes, France 3
- 2011 (2e éd.) : Inspecteur Gently de Euros Lyn, avec Martin Shaw et Lee Ingleby, France 3
- 2012 (3e éd.) : Sherlock saison 2, 2e épisode de Paul McGuigan, avec Benedict Cumberbatch et Martin Freeman. , France 3
- 2013 (4e éd.) : Person of interest, saison 1, 1er épisode de Richard J. Lewis et David Semel, avec Jim Cazievel, Michael Emerson et Taraji P. Henson. , TF1
- 2014 (5e éd.) : Broadchurch, saison 1, 1er épisode de J. Strong et E. Lyn, France 2
- 2015 (6e éd.) : Brokenwood, saison 1 , 1er épisode de Mike Smith, France 3
- 2016 (7e éd.) : Les Enquêtes de Vera, saison 5, épisode 2, France 3
- 2017 (8e éd.) : Beau Séjour, ARTE
- 2018 (9e éd.) : Gomorra, saison 3 , Canal +
- 2019 (10e éd.) : Happy Valley, France 3
- 2020 (11e éd.) : Géométrie de la mort, ARTE[12]
- 2021 (12e éd.) : Meurtres en eaux troubles, France 3[13]
- 2022 (13e éd.) : Gomorra, saison 5 , Canal +[14]
- 2023 (14e éd.) : Borgen : Le Pouvoir et la Gloire, ARTE[15]

##### Grand prix du meilleur court métrage cinéma (depuis 2017)
- 2017 (1re éd.) : Corps défendants de Geoffrey Fighiera, avec Claire Pérot, Sébastien Gimbert, Tristan Robin, Cara Fogliarini, Philippe de Monts
- 2018 (2e éd.) : Le Trait de Fred Bianconi et Maurice Hermet
- 2019 (3e éd.) : Courageux de Romain et Thibault Lafargue
- 2020 (4e éd.) : Une Partie en l’air de Geoffrey Fighiera
- 2021 (5e éd.) : Echo de Kamil Olejnik
- 2022 (6e éd.) : Nickel chrome de Jérôme Lanteri
- 2023 (7e éd.) : 100.000 de Jean-Philippe Cillard

##### Grand prix du meilleur long métrage cinéma, unitaire francophone (depuis 2016)
- 2016 (1re éd.) : Cruel d'Éric Cherrière, avec Jean-Jacques Lelte, Magali Moreau, Maurice Poli, Hans Meyer, Yves Afonso, Stéphane Hénon
- 2017 (2e éd.) : Caïd d'Ange Basterga et Nicolas Lopez, avec Abderamane Diakhite, Ange Basterga, Mohamed Boudouh, Jaffar Moughanim, Kylian Da Costa[21]
- 2018 (3e éd.) : Amare Amaro de Julien Paolini
- 2019 (4e éd.) : (pas de compétition LM)
- 2020 (5e éd.) : Hors du monde de Marc Fouchard
- 2021 (6e éd.) : Poulet Frites de Jean Libon et Yves Hinant
- 2022 (7e éd.) : Déflagrations de Vanya Peirani-Vignes
- 2023 (8e éd.) : Karmapolice de Julien Paolini
- 2024 (9e éd.) : Ça arrive de Sabrina Nouchi[22]

##### Grand prix de la série francophone de télévision (depuis 2017)
- 2017 (1re éd.) : Cassandre, épisode 5 Retour de flamme de Hervé Renoh, avec Gwendoline Hamon, Alexandre Varga, Dominique Pinon, Jessy Ugolin, Emilie Gavois-Kahn, France 3[23]
- 2018 (2e éd.) : Au-delà des apparences d'Éric Woreth
- 2019 (3e éd. Section Comédie) : Tandem, saison 4, épisode 37, Résurrection de Lionel Chatton
- 2019 (3e éd. Section Dramatique) : Les Rivières pourpres, Kenbaltyu, saison 2, épisodes 11 et 12 de David Morley
- 2020 (4e éd.) : (pas de compétition Série C et D)
- 2021 (5e éd.) : (pas de compétition Série Comédie)
- 2021 (5e éd. Section Dramatique) : Le Voyageur, La vallée de la peur, épisode 6 de Philippe Dajoux
- 2022 (6e éd.) : La Forêt des disparus, TF1[24]
- 2023 (7e éd.) : Rendez-vous avec le crime, épisode 2, France 3

##### Grand prix du film francophone de télévision (depuis 2017)
- 2017 (1re éd.) : Le Poids des mensonges de Serge Meynard , avec Sara Martins, Thierry Godard, Anne Suarez, Félix Simon-Caron, Julien Ledet, Michèle Moretti, Christian Rauth , France 2[25]
- 2018 (2e éd.) : Jusqu'à ce que la mort nous unisse de Delphine Lemoine, avec Bruno Debrandt, Bruno Wolkowitch[26]
- 2019 (3e éd.) : Le crime lui va si bien de Stéphane Kappes, avec Claudia Tagbo, Hélène Seuzaret, Stéphane Freiss, Bruno Lochet...
- 2020 (4e éd.) : Faux semblants de Akim Isker, avec Thierry Godard, Noémie Schmidt, Francis Renaud, Marc Ruchmann...
- 2021 (5e éd.) : L'ami qui n'existe pas de Nicolas Cuche, avec Audrey Dana, Albert Geffier, Tiphaine Daviot, Medi Sadoun...
- 2022 (6e éd.) : Neige de Laurent Tuel, France 2
- 2023 (7e éd.) : La Fille de l'assassin de Carole Kornmann, France 2

#### Polar du meilleur spectacle théâtral
- 2015 : Artiste de complément de Jacques Dupont
- 2016 : (Aucun spectacle n'a retenu l'attention de la commission de sélection)
- 2017 : Nature morte dans un fossé de Fausto Paravidino
- 2018 : Voyez comme on danse de Anne Bourrel, mise en scène de Charo Beltran-Nunez par la Compagnie Total Local
- 2019 : Piège pour Cendrillon, d'après Sébastien Japrisot, adapté par Aïda Asgharzadeh, mise en scène Sébastien Azzopardi, Théâtre Michel (Paris)
- 2021 : Le secret de Sherlock Holmes de Christian Chevalier et Christophe Guillon
- 2022 : Augustin Mal n'est pas un assassin de Julie Douard
- 2024 : Denali de Nicolas Le Bricquir, Studio Marigny – Paris

#### Polar d'honneur
Nota : « Prix Polar d'honneur » jusqu'en 2013.
- 2010 (1re éd.) : Robert Hossein
- 2011 (2e éd.) : Olivier Marchal
- 2012 (3e éd.) : Jean-Pierre Bastid
- 2013 (4e éd.) : Georges Lautner
- 2015 (5e éd.) : Jean-Pierre Mocky
- 2016 (6e éd.) : Jean Becker
- 2017 (7e éd.) : Loustal
- 2018 (8e éd.) : Jean-François Stevenin
- 2019 (9e éd.) : Olivier Marchal
- 2020 (10e éd.) : Richard Bohringer